# Of Counsel
Ein Of Counsel (englisch of counsel ‚in beratender Funktion‘; Plural meist auch Of Counsel; oft kurz Counsel) ist ein Nicht-Berufsträger in einer Rechtsanwaltskanzlei oder einem ähnlichen Unternehmen, der außerhalb der unternehmensinternen Organisation nur zu bestimmten speziellen Aufgaben als Fachexperte hinzugezogen wird. Eine als Of Counsel tätige Person ist meist eine erfahrene, namhafte und auf ein bestimmtes Rechts- oder Fachgebiet spezialisierte Persönlichkeit und betreibt die Tätigkeit oft neben ihrem Hauptberuf.
In einer großen Anwaltskanzlei wird der Begriff für Rechtsanwälte eingesetzt, die außerhalb der Hierarchie von Partnern/Sozien und angestellten Anwälten („Associates“) bei bestimmten Mandaten herangezogen werden – oft handelt es sich um Politiker oder Hochschullehrer, insbesondere solche im Ruhestand.
In Deutschland war bis zur Einführung des neuen § 59c BRAO mit Wirkung zum 1. August 2022 die Zusammenarbeit einer Anwaltskanzlei mit einem Of Counsel, der nicht Berufsträger ist und auch nicht zu den in § 59a Abs. 2 BRAO a. F. genannten Personengruppen gehört, also z. B. ein Hochschullehrer ist, nicht gestattet.
In den USA ist der Begriff durch die American Bar Association definiert.